# Slaget vid Eniwetok
Slaget vid Eniwetok var ett slag under Stillahavskriget i Andra världskriget som utkämpades mellan den 17 februari 1944 och 23 februari 1944 på Eniwetokatollen i Marshallöarna.

## Bakgrund
Invasionen av Eniwetok följde den amerikanska framgången i slaget vid Kwajalein till sydost. Erövringen av Eniwetok skulle ge ett flygfält och hamn för att understödja anfallen på Marianerna i nordväst.
År 1943 etablerade japanerna lätta försvar vid Eniwetok. De trodde att amerikanerna skulle anfalla mot sydvästra Marshallöarna först. 1. amfibiebrigaden förstärkte försvaret i januari. Dess befälhavare, generalmajor Yoshimi Nishida tillsammans med stridsvagnskompaniet/1. amfibiebrigaden under ledning av förste löjtnant Ichikawa (9 Typ 95 lätta stridsvagnar). Den 1. amfibiebrigaden började bygga upp försvar, men upprepade flygattacker gjort detta svårt, och de små korallöarna innebar att djupförsvar skulle vara omöjligt.
Viceamiral Raymond Spruance föregick invasionen genom Operation Hailstone, ett hangarfartygsanfall mot den japanska basen på Truk i Karolinerna. Denna räd förstörde 15 krigsfartyg och över 250 flygplan, samt skar av Eniwetok från dess understöd och materielleveranser.

## Slaget
Bombardemanget av Eniwetok inleddes den 17 februari, och 22. marinregementet, under befäl av överste John T. Walker, landsteg på Engebi Island, på den norra sidan av atollen, den 18 februari klockan 08:44. Motståndet var svagt, och ön säkrades inom sex timmar. Erövrade handlingar föreslog att försvaret på Eniwetok Island skulle vara lätt, och därför var det bara ett kort bombardemang den 19 februari innan 106. regementet gick iland. Dock hade de japanska soldaterna starka positioner, och amerikanerna stoppades av tung automateld. Ön säkrades inte förrän den 21 februari. 37 amerikaner dödades, mer än 800 av de japanska försvararna dog.[källa behövs]
Misstaget upprepades inte vid Parry Island. Slagskeppen USS Tennessee och USS Pennsylvania och andra fartyg levererade mer än 900 ton sprängämnen på ön. När 22. marinregementet landsteg den 22 februari var motståndet svagt. Den 23 februari erövrades de övriga öarna i atollen.

## Efterdyningar
Eniwetokatollen utgjorde en framskjuten bas för amerikanska flottan för dess senare operationer.